# Ermida de Santo Cristo

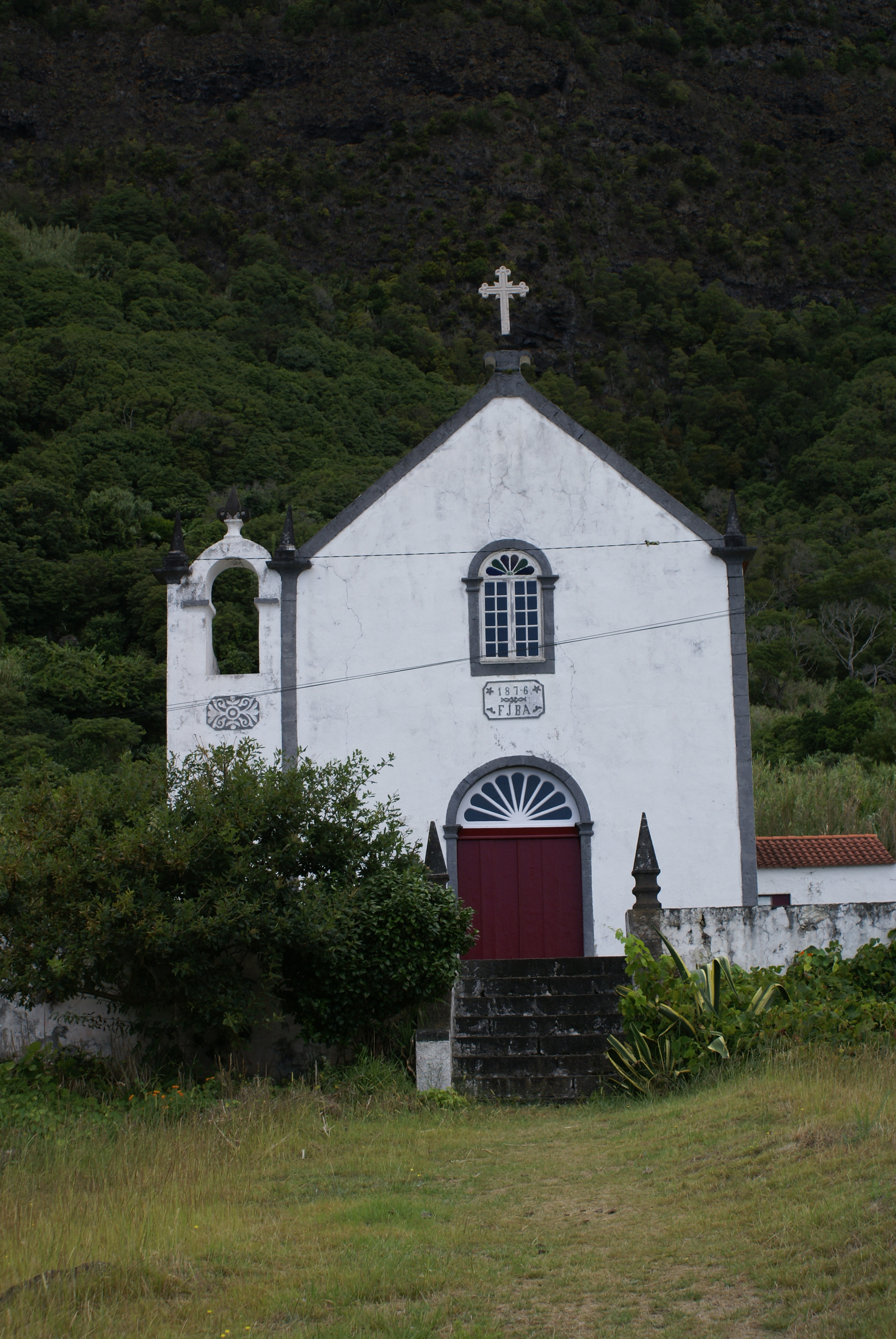
Fajã das Almas, Ermida de Santo Cristo, Manadas.

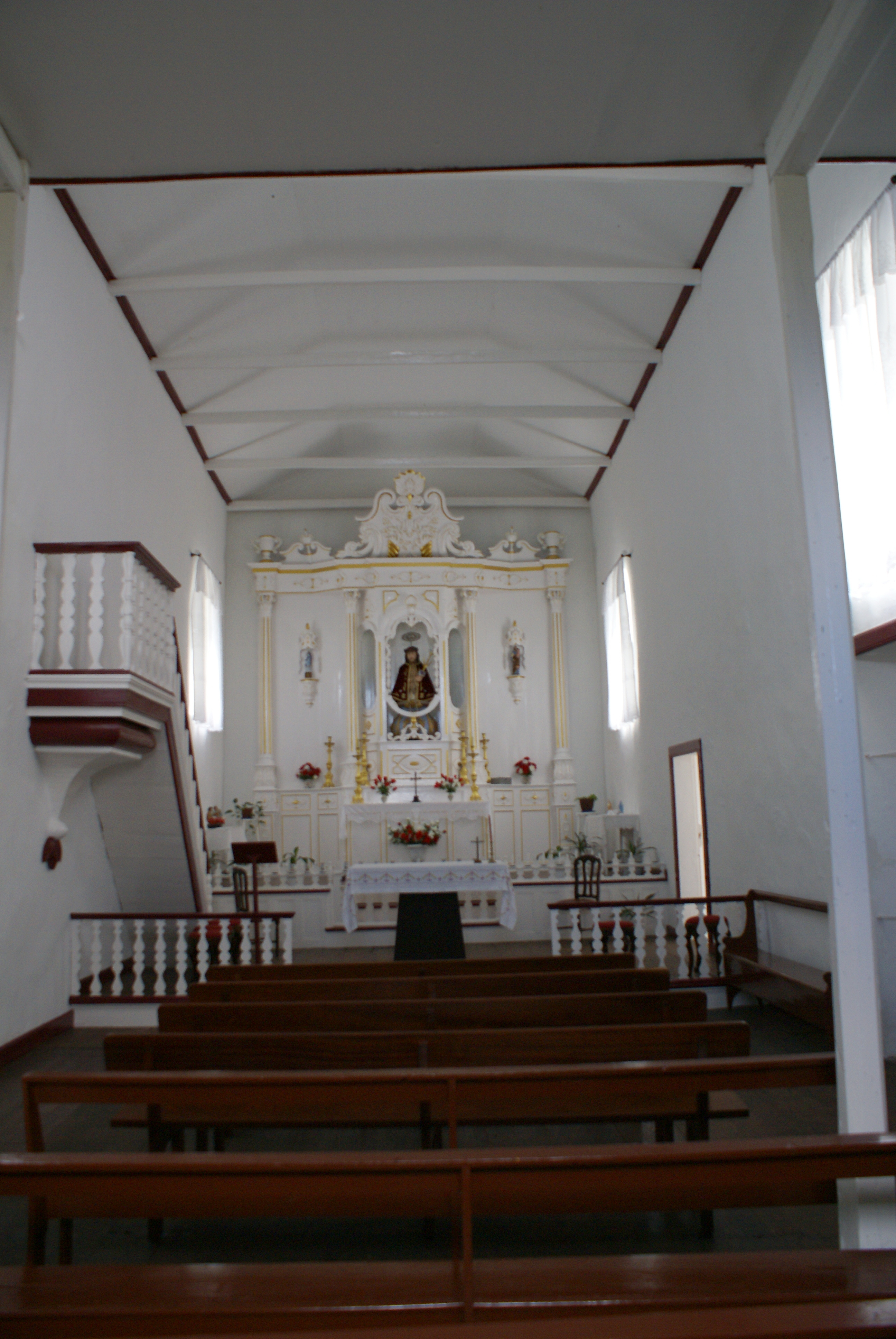
Fajã das Almas, Igreja de Santo Cristo, interior.

A Ermida de Santo Cristo é uma ermida Portuguesa localizada na Fajã das Almas, a freguesia da Manadas, concelho de Velas, ilha de São Jorge.
Esta ermida cuja construção data de 1876, apresenta trabalho em cantaria de basalto e por cima da porta de entrada uma cruz que encima o edifício e por baixo da data as letras FJBA. Encontra-se revista a alvenaria pintada a cal de cor branca e apresenta uma torre sineira igualmente pintada a branco. O interior desta ermida encontra-se igualmente pintado a branco o que lhe dá um ar muito peculiar.
No interior encontra-se no altar uma imagem do Senhor Santo Cristo.
Esta ermida foi praticamente destruída por um incêndio que ocorreu no dia 9 de Setembro de 1880, foi no entanto feita a sua reconstrução que ficou a dever-se a Francisco José de Bettencourt e Ávila,  Barão do Ribeiro, tendo voltado a ser benzida no dia 14 de Janeiro de 1882.